# سامبا (رقص برزیلی)

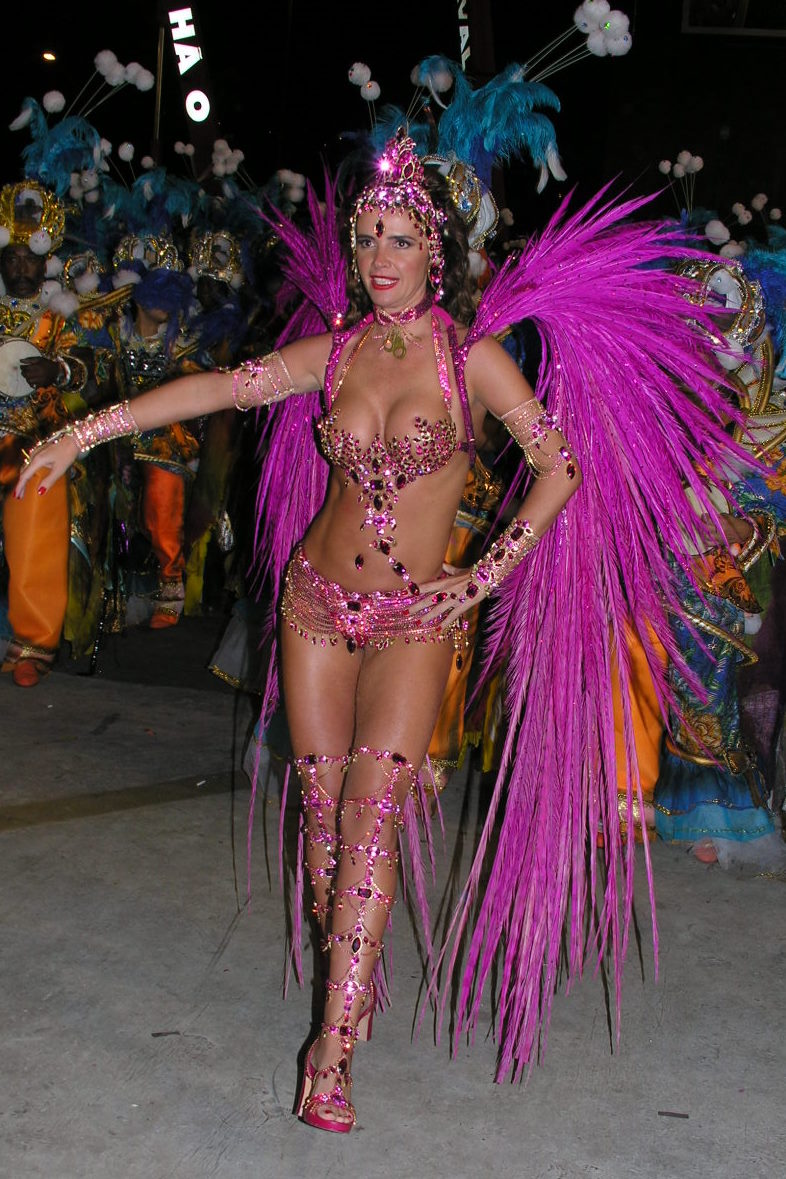

رقص سامبا نوعی رقص بسیار پرطرفدار در برزیل است. این رقص را می‌توان به وفور در کارناوال‌های شادی برزیل و بهمراه موسیقی سامبا دید.
ریشه آن در آفریقا است.

## پیوند
- پرتال اطلاعاتی شهر سامبا